# Isokivennokka
Isokivennokka är en kulle i Finland.   Den ligger i den ekonomiska regionen Norra Lappland och landskapet Lappland, i den norra delen av landet, 1 100 km norr om huvudstaden Helsingfors. Toppen på Isokivennokka är 380 meter över havet.
Terrängen runt Isokivennokka är huvudsakligen platt.  Trakten runt Isokivennokka är nära nog obefolkad, med mindre än två invånare per kvadratkilometer. Det finns inga samhällen i närheten. Omgivningarna runt Isokivennokka är i huvudsak ett öppet busklandskap.